# Усі люблять Реймонда
Усі люблять Реймонда (англ. Everybody Loves Raymond) – американський комедійний телесеріал. В Україні транслювався телеканалом 1+1 та Тоніс.

## Сюжет
Усе у житті молодої пари було б добре, якби вони жили якомога далі від своїх рідних і близьких. Не проходить і дня, щоб батьки Реймонда Берона не залізли до нього у будинок і не почали давати поради, без яких, на думку батьків, Рей не зміг би прожити. Але що робити– батьки є батьки, а найжахливіше, коли поряд живе старший брат, який ніяк не може вгамуватися і змиритися з перевагою Рея у всьому.
Рей – молодий чоловік, розумний і досить сильний, він працює у великій компанії й успішно, а головне швидко підіймається кар'єрними сходами, що гарантує йому високу посаду через кілька років. У Рея є чарівна дружина Дебра, яку він кохає, і яка відповідає йому на теплі відчуття взаємністю, а також троє дітей – Еллі та близнюки Майкл і Джеффрі. Ідилія та гармонія царюють у їхньому будинку, з ранку і до вечора, до тих пір, поки у двері не подзвонять батьки або брат, через яких Рей часто потрапляє у складні ситуації, без яких не обходиться у кожній родині…

## Персонажі
- Реймонд "Рей" Альберт Берон (Рей Романо) – відомий спортивний журналіст. Робота приносить йому задоволення. Він дивиться матчі, а пізніше ділиться своїми враженнями з читачами й отримує за це непогані гроші. У Рея гарне почуття гумору і багато веселих історій, пов'язаних з його роботою. Він любить жартувати над оточенням. Але жартує він часто невчасно, особливо коли свариться з дружиною, а він хоче жартом все виправити, виходить ще гірше.
- Дебра Луїс Велен Берон (Патрісія Гітон) – дружина Рея, домогосподарка, абсолютно нормальна людина. Вона сильна, розумна жінка, є двигуном, який змушує Рея розв'язувати проблеми, які виникають у житті. Дебра – лідер у родині та ініціатор усіх змін у житті Рея. Дебра по-справжньому кохає Рея. Багато дій Дебри мотивовані бажанням побути якомога далі від батьків Рея.
- Роберт Чарльз Берон (Бред Ґаррет[en]) – старший брат Рея. Працює у поліції. У ранньому дитинстві до народження Рея Роберта «носили на руках». Але після народження Рея відношення до нього з боку матері швидко змінилося. Уся увага діставалась Рею. Це зробило його невпевненим у собі. Він болюче сприймає успіхи Рея. У особистому житті у Роберта теж усе непросто. Він був одружений, але його короткий шлюб був невдалим… Він повністю втратив віру у себе і повернувся жити до батьків. Роберт та Рей часто змагаються, з'ясовуючи, кого ж насправді мати любить більше.
- Емі Луїс МакДугалл-Берон (Моніка Горан) – друга дружина Роберта, найкраща подруга Дебри, яку Дебра познайомила з Робертом. Емі виховували побожні батьки, тому вона виросла дуже ввічливою. Вони довгий час зустрічались, але пізніше посварились і розійшлись. Через деякий час вони знову зустрілись, почали зустрічатись і у сьомому сезоні вони одружились.
- Мері Джанелла Берон (Доріс Робертс) – мати Рея та Роберта, домогосподарка зі стажем. Вона смачно готує, вміє підтримувати вдома ідеальний порядок. До своїх синів Мері відноситься, як до малюків, особливо до Рея. Вона вважає, що все, що відбувається у родині Рея, стосується і її теж. Вона повинна все знати й у всьому брати участь.
- Френсіс "Френк" Оскар Берон (Пітер Бойл) – батько Рея та Роберта, пенсіонер. Вихованням дітей він ніколи не займався. Френк – єдиний у родині, хто може протистояти Мері. За своїм характером – він досить груба людина, може крикнути на свою дружину, грубо пожартувати, але серйозно його ніхто не сприймає.
- Олександра "Еллі" Берон (Меділін Світен) – дочка Рея та Дебри, старша дитина у родині. Хоча вона – один з головних персонажів, Еллі не часто потрапляє у кадр. Вона впевнена, що колись стане кращим кухарем, аніж її мати та навіть бабуся.
- Майкл та Джеффрі Берон (Салліван та Сойєр Світен) – сини Рея, близнюки, які усе роблять разом. У оригінальній пілотній серії імена близнюків були Грегорі та Меттью. У реальному житті Салліван та Сойер Світен – брати Меділін Світен.